# Championnats d'Europe de dressage 1995
Navigation
Édition précédente Édition suivante
Les championnats d'Europe de dressage 1995, dix-septième édition des championnats d'Europe de dressage, ont eu lieu en 1995 à Mondorf-les-Bains, au Luxembourg. L'épreuve individuelle est remportée par l'Allemande Isabell Werth et l'épreuve par équipe par l'Allemagne.